# Gaetano Savasta
Gaetano Emmanuele Savasta (Paternò, 14 maggio 1865 – Catania, 22 aprile 1922) è stato un presbitero, storico e scrittore italiano.

## Biografia
Nacque a Paternò, in provincia di Catania, nel 1865, da Saverio, possidente, e dalla di lui consorte Concetta Indelicato. Frequentò il seminario e fu ordinato presbitero nel 1889. Parroco alla Chiesa di Sant'Ambrogio di Buccheri, nel Siracusano, fece in seguito ritorno a Paternò, dove fu dapprima rettore della Chiesa di Sant'Antonio Abate, e in seguito cappellano sacramentale della Chiesa di Santa Barbara, e canonico e poi prevosto della Collegiata di Santa Maria dell'Alto.
Il Savasta, all'attività pastorale affiancò quelle della ricerca storica presso archivi pubblici e privati, quella della divulgazione culturale, nonché quella di insegnante. Si occupò in modo particolare della storia della sua cittadina natìa, con la pubblicazione dei volumi Della vita e degli scritti di Giambattista Nicolosi, scritto biografico del 1898 sulla vita di Giovan Battista Nicolosi, geografo paternese del XVII secolo, e di Memorie storiche della città di Paternò del 1905, prima vera opera scritta dedicata alla storia della città etnea, nonché un testo ancora fondamentale per la storiografia del territorio di Paternò. Per quest'ultima pubblicazione, infatti, il Savasta può essere considerato il più autorevole ed eminente storico di Paternò di ogni epoca. Pubblicò altresì anche un saggio nel 1902 dal titolo Il divorzio, con cui prendeva posizioni critiche rispetto all'istituto del divorzio. Si dedicò anche al componimento di poesie dedicate a Santa Barbara, patrona di Paternò. Nel 1907, pubblicò un altro saggio dal titolo Giordano Bruno, sulla vita del filosofo domenicano del XVI secolo. Fu socio della Società di Storia Patria per la Sicilia Orientale e della Società Messinese di Storia Patria.
L'attività del Savasta, oltre che l'ambito religioso e storiografico, toccò anche quello sociale: ispirato dalla dottrina sociale della Chiesa cattolica e attento alle istanze dei ceti sociali più umili, promosse la costituzione di una cassa rurale cattolica a Paternò, la Cassa agricola Giambattista Nicolosi, fondata nel 1905.
Dal 1919 fu canonico penitenziere della Cattedrale di Catania. Fu stretto collaboratore dell'allora arcivescovo Giuseppe Francica-Nava de Bondifè, a cui dedicò una raccolta di poesie dal titolo Nel tuo ritorno (1900). Morì a Catania nel 1922 all'età di 57 anni, e lasciò incompiuta un'altra opera dal titolo Paternò Sacra.
Alla memoria del Monsignor Savasta è intitolato il museo civico di Paternò, aperto dal 2007.

## Opere
- Della vita e degli scritti di Giambattista Nicolosi, Paternò, Tipografia Bucolo (1898)
- Il divorzio, Catania, Tipografia Galati (1902)
- Memorie storiche della città di Paternò, Catania, Tipografia Galati (1905)
- Giordano Bruno, Catania, Tipografia Pastore (1907)